# Peter Neustädter
Peter Neustädter - em russo, Пётр Нейштетер (Kara-Balta, 16 de fevereiro de 1966) é um ex-futebolista e treinador de futebol cazaque.

## Carreira

### Por clubes
De origem alemã e nascido no atual Quirguistão, Neustädter foi revelado nas categorias de base do CSKA Moscou, em 1983. No ano seguinte, ingressou no Zenit de Leningrado (atual São Petersburgo), não atuando em nenhuma partida pelo clube.
Despontaria pra valer no futebol a partir de 1985, quando defenderia pela primeira vez o Kairat Almaty, fazendo um total de 17 partidas, marcando um gol. Em 1986, assinou com o Iskra Smolensk, jogando 49 partidas e marcando cinco gols até 1987.
Teve passagens de pouco destaque por Dnipro Dnipropetrovsk (4 jogos) e Tavriya Simferopol (18 jogos) antes de regressar ao Kairat em 1989, deixando de vez a equipe da então RSS do Cazaquistão em 1990.
Contratado pelo Spartak Vladikavkaz (atual Alania), Neustädter realizaria 23 jogos, não fazendo gols. Com a dissolução da União Soviética em dezembro de 1991, restou ao defensor jogar na Alemanha, sendo contratado pelo Karlsruhe para disputar o restante do campeonato. Tendo como principal companheiro de clube o goleiro Oliver Kahn, ele atuaria em 26 partidas, marcando um gol. Teve ainda uma curta passagem pelo Chemnitzer na temporada 1993-94 antes de viver o auge de sua carreira defendendo o Mainz por dez anos. No final de sua carreira, jogaria ainda pelo time reserva dos Nullfünfer. Somando time principal e reserva, Neustädter disputou 278 partidas pelo Mainz, marcando nove gols.

## Carreira como técnico
Entre 2005 e 2006, Neustädter acumularia as funções de jogador e técnico do Mainz II, e após sua aposentadoria como atleta, dedicaria-se exclusivamente à função de treinador da equipe.
O último clube treinado por ele foi o TuS Koblenz, entre setembro de 2012 e agosto de 2013. A um mês de completar um ano no cargo, foi substituído pelo grego Evangelos Nessos.

## Seleção
Neustädter optou em não defender o Quirguistão (país onde nasceu), nem a Ucrânia (país de origem de sua mãe) e também preteriu a Alemanha (seu pai, que era russo de nascimento, era de etnia alemã do Volga). Optou em defender a seleção do Cazaquistão - à época, filiada à AFC - em 1996, atuando em três partidas.
Após 1996, e mesmo com a filiação do Cazaquistão à UEFA em 2002, Neustädter não foi mais convocado para a seleção.

## Vida pessoal
Seus dois filhos também decidiram seguir a carreira de jogador de futebol: Roman, o mais velho (nascido em 1988), defende o Schalke 04, enquanto o mais novo, Daniel, joga no time reserva do Koblenz.
Andrey Neustädter, irmão mais novo de Roman, chegou também a atuar profissionalmente, sem muito sucesso.

## Links
- Estatísticas de Neustädter - National-Football-Teams.com (em inglês)